# Гетто в Мире (Гродненская область)
Гетто в Мире (сентябрь 1941 — 13 августа 1942) — еврейское гетто, место принудительного переселения евреев поселка Мир Кореличского района Гродненской области и близлежащих населённых пунктов в процессе преследования и уничтожения евреев во время оккупации территории Беларуси войсками нацистской Германии в период Второй мировой войны.

## Оккупация Мира и создание первого гетто
К началу войны, в июне 1941 года, в посёлке Мир жили более 2000 евреев. Местечко было захвачено немецкими войсками 28 (27, 26) июня 1941 года, и оккупация продлилась более трех лет — до 7 июля 1944 года
Эвакуироваться практически никто не успел, и в посёлке скопились евреи и из самого Мира, и из близлежащих населенных пунктов, и беженцы из западной Польши.
Через три месяца после оккупации, в сентябре 1941 года, немцы, реализуя нацистскую программу уничтожения евреев, организовали в Мире первое гетто. Находилось оно в самом посёлке и занимало жилой квартал. В него переселили всех евреев местечка — около 3000 человек.
Первая «акция» (таким эвфемизмом нацисты называли организованные ими массовые убийства) прошла уже 20 июля 1941 года, в результате которой были убиты 20 евреев.
Во время второго массового расстрела 9 ноября 1941 года были убиты 1500 (1600, 1800, 1750) евреев. Большинство жертв были расстреляны в ложбине, в песчаном карьере под крепостной стеной Мирского замка, а часть — прямо на центральной площади поселка, между церковью и костёлом, и на улицах.

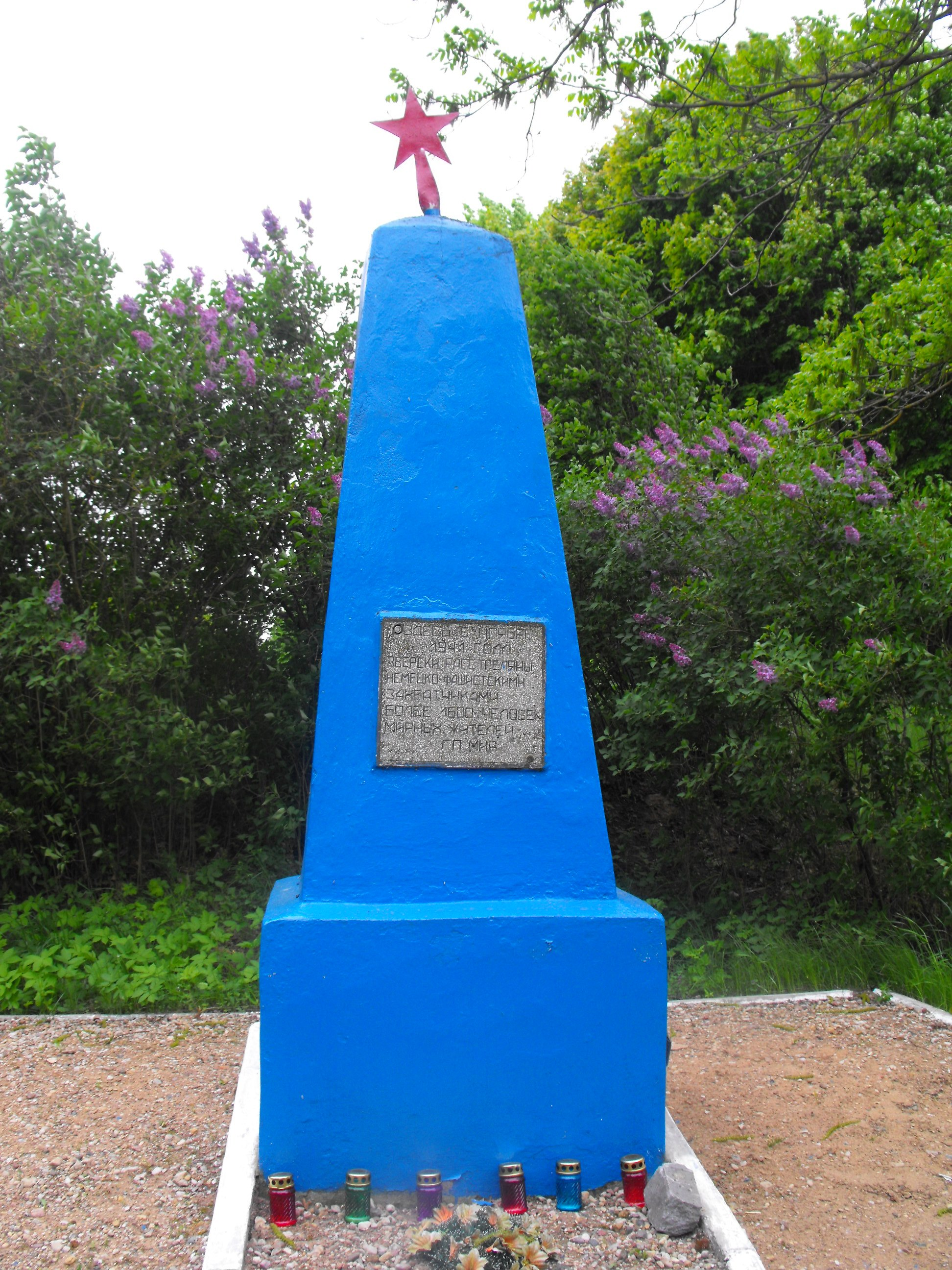
Часть мемориала на улице Танкистов

В убийстве евреев, кроме айнзатцгрупп, активное участие принимали и силы вермахта. И в Мире 9 ноября 1941 года убийство евреев было проведено солдатами 8-й роты 727-го пехотного полка 11-го литовского пехотного батальона.
2 марта (в июне) 1942 года были убиты ещё 750 мирских евреев.
Немцы разграбили еврейское кладбище в Мире: забрали надгробные памятники, разрушили и сожгли всё кладбище.

## Гетто в Мирском замке
В мае 1942 года примерно 850 ещё живых евреев местечка перевели в гетто, организованное на территории Мирского замка.
Гетто в Мирском замке было закрытого типа, но, хотя территория была огорожена колючей проволокой, а по периметру находились несколько пропускных пунктов, узникам позволялось на время покидать территорию замка и работать в местечке. Уходить евреям всё равно было некуда.
Узников выводили на принудительные работы — в основном, на разборку завалов после бомбежек. Людей в гетто не кормили, и поэтому во время таких выходов евреи меняли свою одежду на еду.

## Уничтожение гетто
О предстоящем уничтожении гетто евреев предупредил Освальд Руфайзен — переводчик в местном отделении полиции. После этого часть узников, в основном молодёжь, стали думать, как выжить, другие молились, некоторые покончили жизнь самоубийством, чтобы избежать предстоящих ужасов.
Последние евреи, оставшиеся в гетто, — около 650 (719) человек — были убиты 13 августа 1942 года в лесу, в полутора километрах от посёлка.

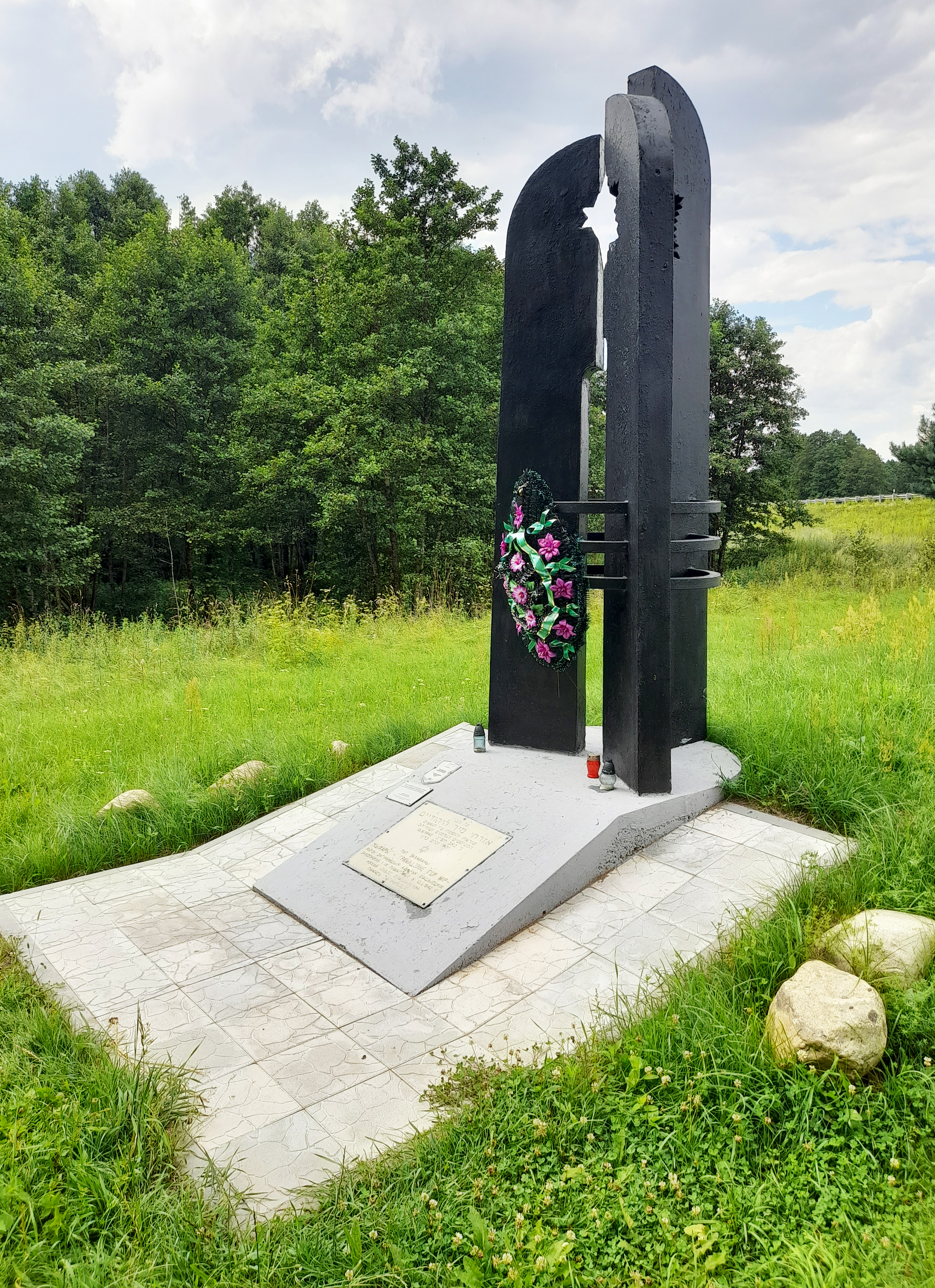
Мемориал убитым 13 августа 1942 года

29 сентября 1942 года жандармский патруль схватил в лесу под Миром и убил несколько евреев, сумевших сбежать во время расстрела.

## Сопротивление
В гетто действовала группа сопротивления из 80 человек под руководством Освальда Руфайзена.
Получив в начале августа 1942 года сведения о готовящейся ликвидации гетто, группа организовала 9 августа побег 167 (по другим сведениям — от 150 до 300) юношей и девушек в леса.
Бежавшие столкнулись с антисемитизмом в партизанском движении, и многие из них погибли. Ко времени освобождения Гродненской области в июле 1944 года из этой группы остались в живых только около 40 человек.

## Случаи спасения и «Праведники народов мира»

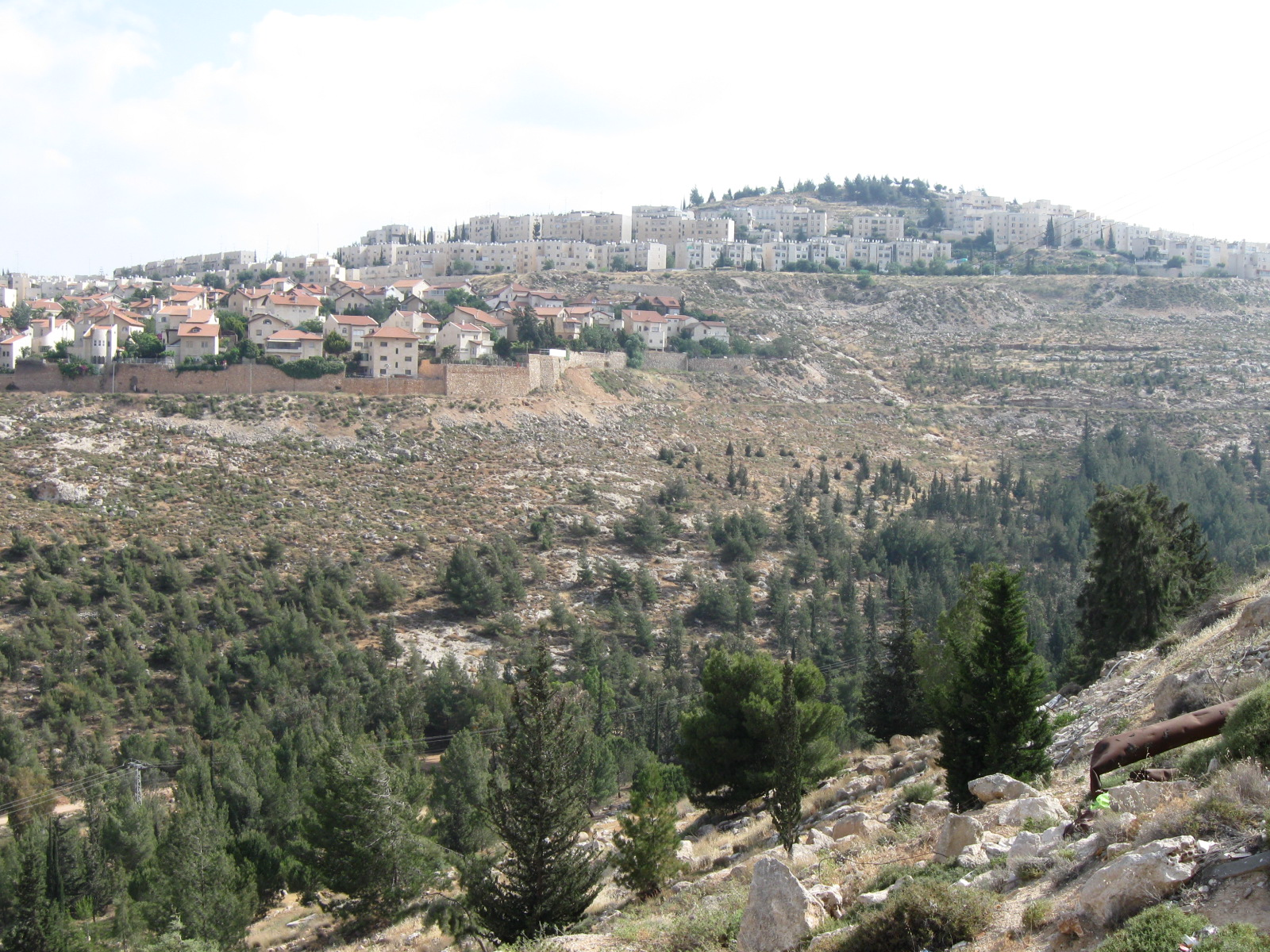
Роща «Лес Мира» в Иерусалиме

В Мире два человека — Софья и Игнат Ермоловичи — были удостоены почётного звания «Праведник народов мира» от израильского мемориального института «Яд Вашем» «в знак глубочайшей признательности за помощь, оказанную еврейскому народу в годы Второй мировой войны». Они спасли Закхайм (Копелович) Цилю — прятали её у себя дома, а после переправили в партизанский отряд братьев Бельских.

## Организаторы и исполнители убийств
Комиссией ЧКГ было установлено, что главными виновниками убийств в Мире были: коменданты районной полиции Серафимович Семён (дед британского комика и актёра Питера Серафиновича) и Панкевич; переводчик жандармерии и палач Бакунович Андрей; помощник коменданта районной полиции и комендант Мирского СД Мазурок Иван; бургомистр районной управы Белянович; служащие СД Слинко Иосиф и Демидович Антон; полицаи Куликовский Адольф, Мискевич Ибрагим, Барашко Владимир, Стома Иван, Левкович Виталий, Левкович Пётр, Хиневич Пётр, Полуян, Гурский Александр, Личко Иван Константинович, Шкода Пётр Петрович, Попко Борис Антонович, Печенко Василий, Сакович Фома и Тюрин, Стотько Виктор Иосифович, Стотько Леонид Иосифович, Рудик Михаил Павлович, Бочковский Владимир Юзефович, Авдейчик Лев и Бересневич Иосиф.

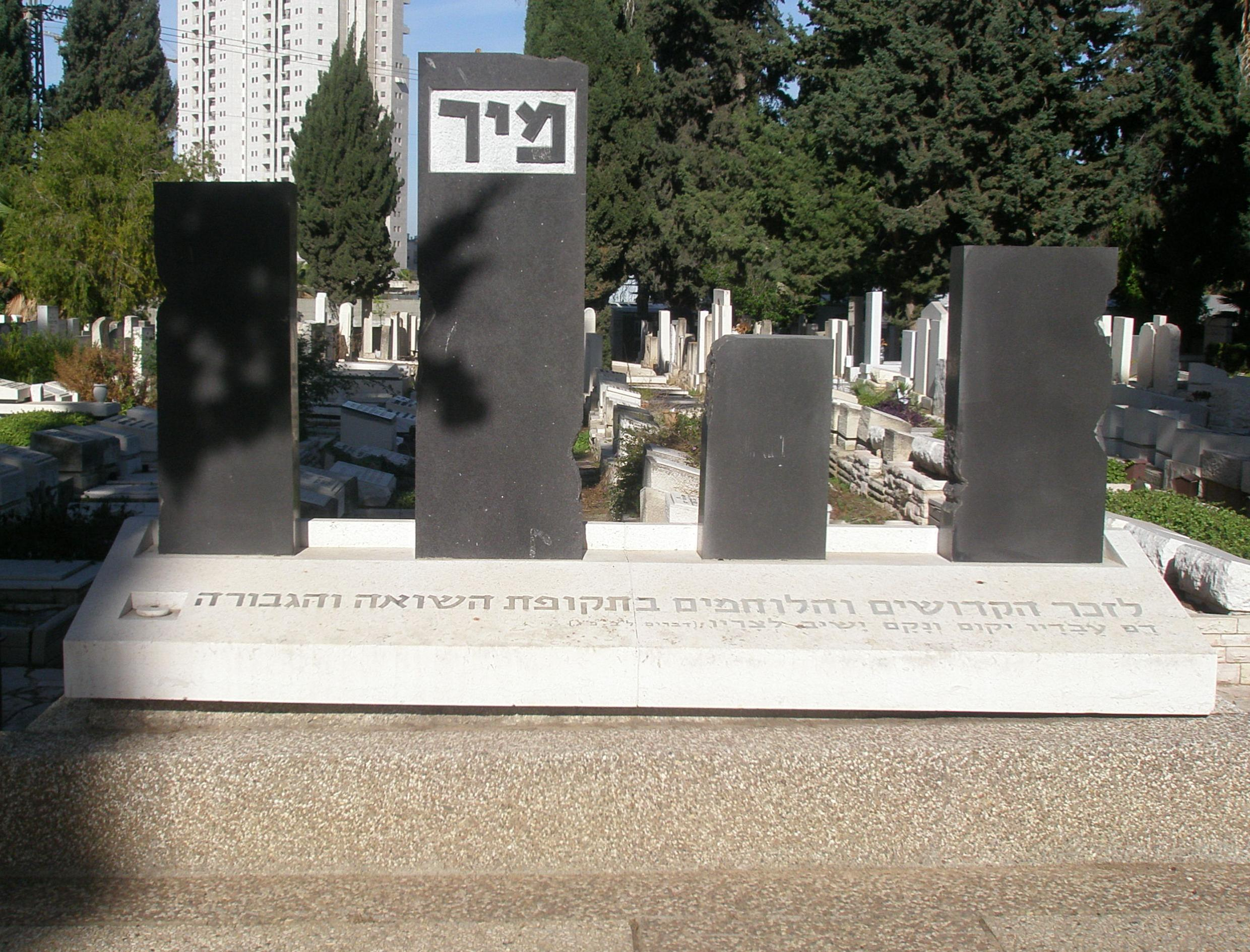
Мемориал убитым евреям Мира на кладбище «Nahalat Yitzhak Cemetery» в Гиватаиме

Немецкий комендант Фаст и полицаи Серафимович Семён, Левкович Пётр и Мазурок Иван организовали в местечке на Завальной улице в доме Чеботарович Марии притон, где насиловали еврейских девушек и женщин, после чего их убивали. По данным комиссии ЧГК, так погибли девушки Аберштейн, Мирская Соня, Мирская Рая и многие другие.

## Память
Всего за время оккупации в местечке Мир были убиты 2900 евреев.
В 1966—1967 годах на братских могилах жертв геноцида евреев были установлены обелиски:
- на улице Танкистов (возле здания № 42 — ПТУ № 234, или напротив через дорогу дома № 57) — обелиск 1966 года в память 1700 (1600[30][9]) евреев, убитых в ноябре 1941 года;
- на улице Октябрьской (между домами № 10 и № 12) — обелиск 1967 года в память 700[9] евреев, убитых в ноябре 1941 года;
- в урочище Яблоновщина (1 км юго-восточнее поселка) — обелиск 1966 года в память 750 евреев, убитых в июне 1942 года;
- по дороге в урочище Мошечки (1 км юго-западнее поселка) — братская могила: в 1941 году здесь были расстреляны 7 человек, в том числе 5 евреев.

В память погибших евреев Мира Еврейский национальный фонд совместно с общиной Иерусалима создали лесной массив к северу от района Писгат-Зеэв, на границе с Иудейской пустыней, и назвали его «Лес Мира». Первые 100 деревьев были посажены на средства сестер Инды Кравец и Розы Цвик в память мужа Розы, софера Израиля Цвика, вместе с которым они сумели спастись в августе 1942 года.
Мемориал убитым евреям Мира возведен на кладбище «Нахалат Ицхак» в израильском городе Гиватаим.
В архиве музея Яд Вашем хранятся несколько воспоминаний о судьбе мирских евреев в годы Второй мировой войны.
Опубликованы неполные списки убитых евреев Мира. В частности, в музее замкового комплекса «Мир» хранятся частичные списки расстрелянных жителей местечка, найденные в 2008 году в архиве Барановичей.